# Ichneumon pini
Ichneumon pini är en stekelart som beskrevs av Hans Ström 1788. Ichneumon pini ingår i släktet Ichneumon och familjen brokparasitsteklar. Inga underarter finns listade i Catalogue of Life.